# Tongatapu

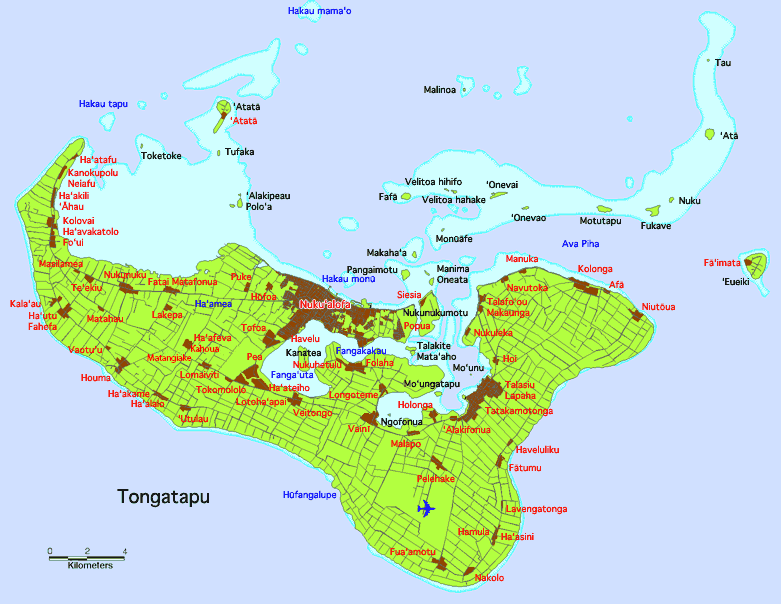
Tongatapu

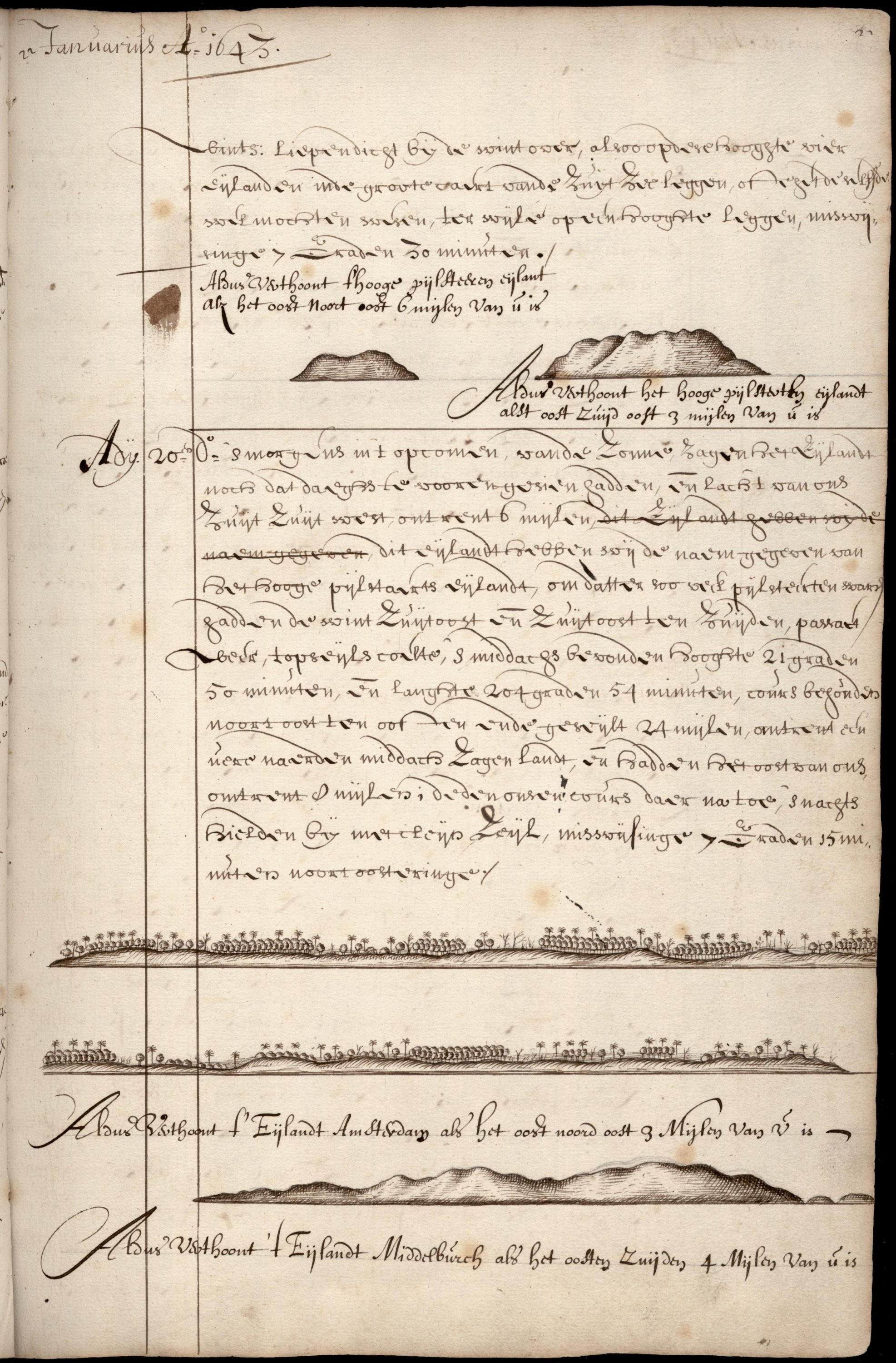
Pagina uit het Scheepsjournaal van Abel Tasman waar 't Eijlandt Amsterdam, nu Tongatapu wordt beschreven

Tongatapu, voorheen Amsterdam geheten, is het belangrijkste eiland in Tonga. Het is 260 km² groot, en de hoofdstad Nuku'alofa ligt op het eiland. Het eiland is het dichtstbevolkte in het land, met ongeveer 66.577 inwoners (68% van het land) in 1996. De stad heeft een grote aantrekkingskracht op de bevolking door betere economische groei en omstandigheden dan de omliggende eilanden.
Abel Tasman was de eerste westerse bezoeker van het eiland in 1643 en vond de bewoners diefachtig. Zelf ruilde hij een stuk oud zeildoek, spijkers, twee spiegels en een bosje kralen tegen water, varkens, kippen, bananen en kokosnoten. Hij noemde het eiland Amsterdam vanwege de overvloed.
Het eiland heeft een groot aantal historische plaatsen en gebouwen, en het is ook waar de huidige koning van Tonga woont. Het enige zoogdier dat er voorkomt is de Tongavleerhond (Pteropus tonganus).

## Bezienswaardigheden op Tongatapu
- Koninklijk Paleis Tonga - Paleis van de koning
- Nuku'alofa - Hoofdstad van Tonga
- Mu'a - De andere belangrijke stad op Tongatapu
- Longa - Graftombes van de Tongaanse koninklijke familie
- Hufangalupe - Natuurlijke landverbinding aan de zuidoostelijke kant van Tongatapu
- Plaats waar kapitein Cook aan land kwam

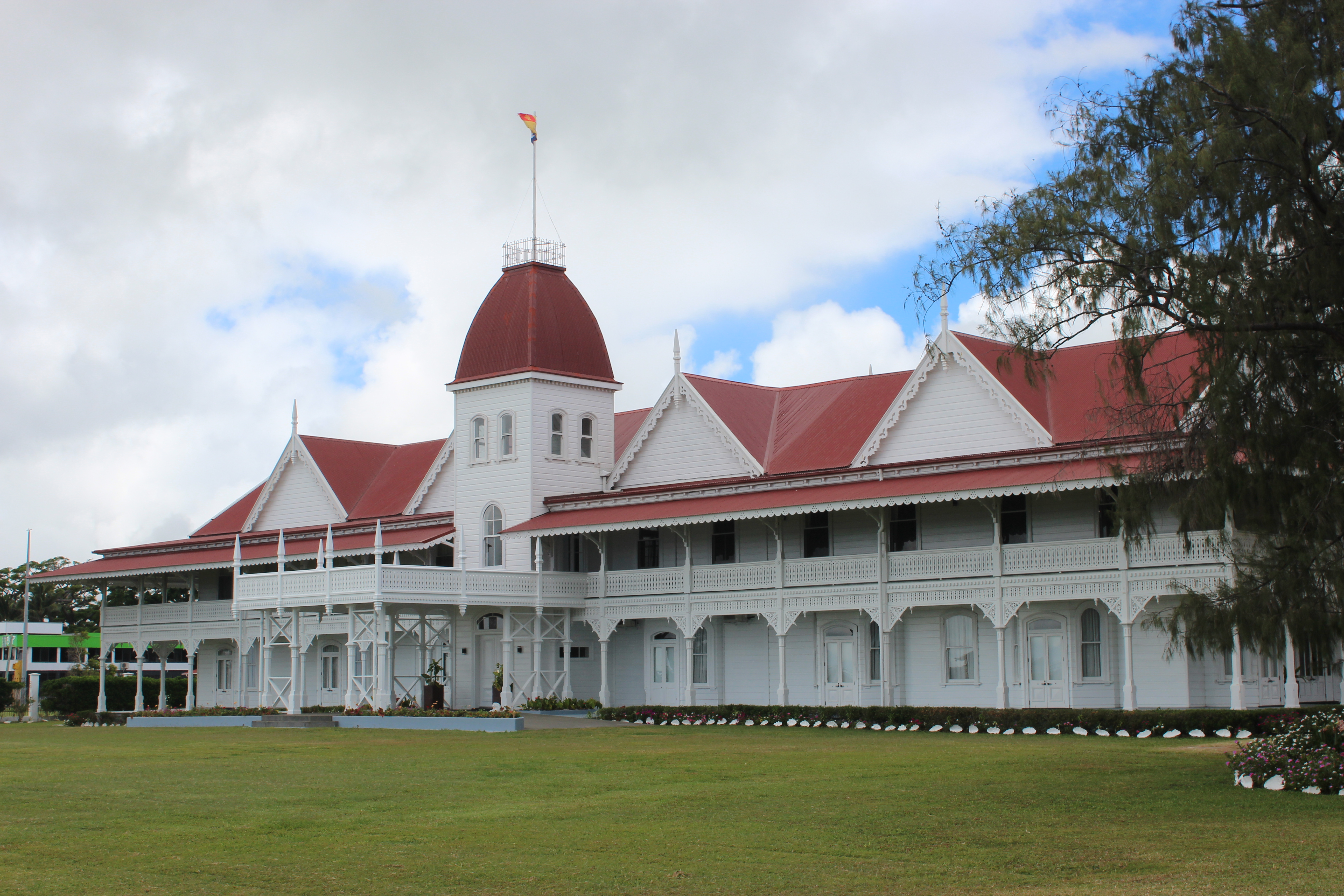
Koninklijk Paleis Tonga